# Qieyang Shijie
Qieyang Shijie, talvolta accreditata col nome tibetano Choeyang Kyi (切阳什姐S, Qiēyáng ShíjiěP; Contea di Haiyan, 11 novembre 1990), è una marciatrice cinese.
Prima atleta tibetana a vincere una medaglia ai Giochi olimpici nel corso di Londra 2012 e successivamente partecipante a Rio de Janeiro 2016.

## Palmarès
| Anno | Manifestazione  | Sede           | Evento          | Risultato | Prestazione | Note                              |
| ---- | --------------- | -------------- | --------------- | --------- | ----------- | --------------------------------- |
| 2011 | Mondiali        | Taegu          | Marcia 20 km    | Bronzo    | 1h31'14"    |                                   |
| 2012 | Giochi olimpici | Londra         | Marcia 20 km    | Oro       | 1h25'16"    | Record olimpico · Record asiatico |
| 2013 | Mondiali        | Mosca          | Marcia 20 km    | 13ª       | 1h31'15"    |                                   |
| 2016 | Giochi olimpici | Rio de Janeiro | Marcia 20 km    | 5ª        | 1h29'04"    |                                   |
| 2018 | Giochi asiatici | Giacarta       | Marcia 20 km    | Argento   | 1h29'15"    |                                   |
| 2019 | Mondiali        | Doha           | Marcia 20 km    | Argento   | 1h33'10"    |                                   |
| 2021 | Giochi olimpici | Tokyo          | Marcia 20 km    | 7ª        | 1h31'04"    |                                   |
| 2022 | Mondiali        | Eugene         | Marcia 20 km    | Bronzo    | 1h27'56"    |                                   |
| 2022 | Mondiali        | Eugene         | Marcia 35 km    | Bronzo    | 2h40'37"    | Record asiatico                   |
| 2023 | Mondiali        | Budapest       | Marcia 35 km    | dnf       | dnf         |                                   |
| 2023 | Giochi asiatici | Hangzhou       | 35 km a squadre | Oro       | 5h16'41"    | Record dei Giochi                 |
| 2024 | Giochi olimpici | Parigi         | Staffetta mista | 14ª       | 2h59'13"    |                                   |